# Megalokambos
Megalokambos (griechisch Μεγαλόκαμπος (m. sg.)) ist ein Dorf in der nordgriechischen Region Ostmakedonien und Thrakien. Verwaltet wird es von der Gemeinde Prosotsani.

## Lage
Megalokambos liegt im Tal des Angitis. Rund 2 km östlich liegt das Dorf Sitagri, im Norden der Ort Mikrokambos.

## Verwaltungsgliederung
Unter dem damaligen Namen Megalo Sivindrik (Μεγάλο Σιβιντρίκ) wurde das Dorf 1922 zunächst in die Gemeinde Prosotsani eingegliedert und 1925 der Landgemeinde Minare Tsiflik (Κοινότητα Μιναρέ Τσιφλίκ) zugeschlagen. 1927 erfolgte die Umbenennung in Megalokambos, im selben Jahr wurde Megalokambos Landgemeinde bis zur Gemeindereform 1997, als sieben Landgemeinden zur Gemeinde Sitagri fusionierten. Seit der Verwaltungsreform 2010 bildet Megalokambos eine Ortsgemeinschaft im Gemeindebezirk Sitagri der Gemeinde Prosotsani.

## Bevölkerung
Der Ort wird überwiegend von Pontosgriechen bewohnt, die größtenteils 1923 nach der Kleinasiatischen Katastrophe nach Griechenland umgesiedelt wurden.
Bevölkerungsentwicklung von Megalokambos
| 1928 | 1940 | 1951 | 1961 | 1971 | 1981 | 1991 | 2001 | 2011 |
| ---- | ---- | ---- | ---- | ---- | ---- | ---- | ---- | ---- |
| 537  | 756  | 740  | 675  | 486  | 478  | 474  | 427  | 309  |

Circa 1200 Megalokambiten leben im Ausland, überwiegend in Deutschland, Kanada und den USA. In Deutschland lebt die Mehrzahl im Stuttgarter Raum.

## Sehenswürdigkeiten
Megalokambos besitzt eine Kirche, Agios Konstantinos und Eleni und eine Grundschule. Die Hauptattraktion ist der Angitissee, der durch einen technischen Damm am Fluss Angitis entstand.